# علم الوراثة الكلاسيكي

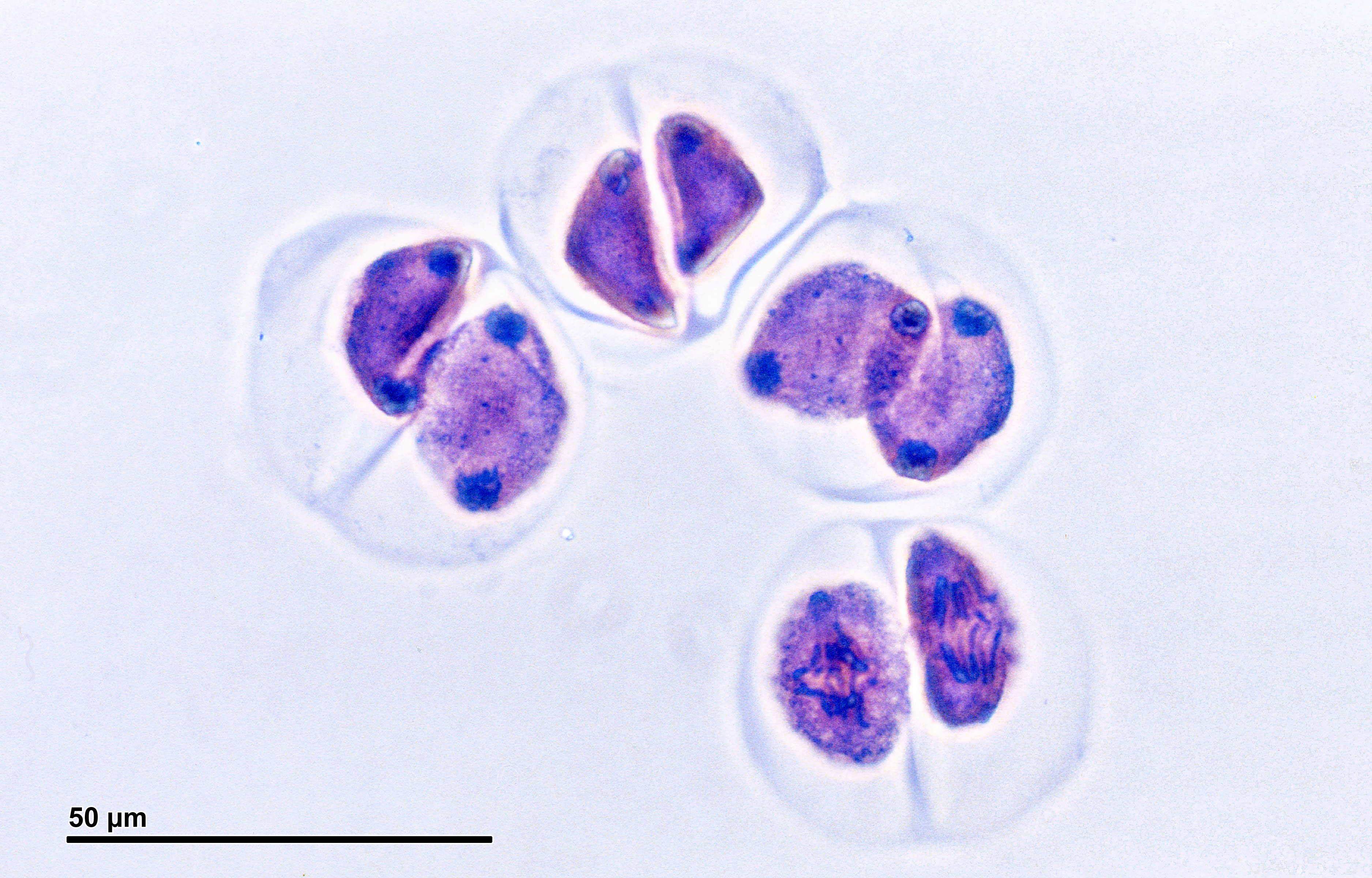

علم الوراثة الكلاسيكي (بالإنجليزية: Classical genetics)‏ يقصد به الطرق والتقنيات التي استخدمت في دراسة الوراثة قبل ظهور علم البيولوجيا الجزيئية. ومن أهم اكتشافات علم الوراثة الكلاسيكي ما يسمى بالارتباط الوراثي في حقيقيات النوى. ويعتبر الراهب النمساوي جريجور مندل (20 يوليو 1822 - 6 يناير 1884) هو مؤسس علم الوراثة الكلاسيكي.